# Ландарь, Гавриил Никитович
Гавриил Никитович Ландарь — советский хозяйственный деятель, Герой Социалистического Труда.

## Биография
Родился в 1926 году в селе Рубановка. Член КПСС.
Пережил немецко-фашистскую оккупацию.
Участник Великой Отечественной войны: радист управления 2-го дивизиона 194-го миномётного полка
В 1950—1986 годах — механизатор Великолепетихской МТС, механизатор, звеньевой механизированного звена, начальник механизированного отряда колхоза имени XIX партсъезда Великолепетихского района Херсонской области.
Указом Президиума Верховного Совета СССР от 22 декабря 1977 года присвоено звание Героя Социалистического Труда с вручением ордена Ленина и золотой медали «Серп и Молот».
Делегат XXVI съезда КПСС.
Жил в Херсонской области.

## Награды и звания
- Герой Социалистического Труда (22.12.1977)
- Орден Ленина (дважды, в том числе 22.12.1977)
- Орден Отечественной войны II степени (06.04.1985)
- Медаль За отвагу (05.05.1945)